# ベス・ギボンズ
ベス・ギボンズ（Beth Gibbons、1965年1月4日 - ）はイギリスの歌手。デヴォン州エクセターに生まれる。イギリスのグループ、ポーティスヘッドのボーカリストとして知られる。
「Q誌の選ぶ歴史上最も偉大な100人のシンガー」において第70位。

## 経歴
ブリストルのパブでシンガーとして活動。この頃はオリジナルの歌は歌わず、ブライアン・アダムスといったポーティスヘッドとは逆のような音楽のコピーをしていた。その後、現在のメンバーであるジェフ・バーロウに出会い、オリジナルのデモテープを渡したところボーカリストとして招かれ、1991年にポーティスヘッドとしてデビュー。1994年にはアルバム「ダミー」をリリースし、世界中で話題となる。「ダミー」発売後の過酷なプロモーション活動で体調を崩して以来、一切のインタビューは断るようにしている。
1998年のツアー終了以降、ポーティスヘッドとしての活動をほとんど停止させ、元トーク・トークのベーシスト、ラスティン・マンことポール・ウェッブと共にソロアルバム「Out of Season」を2002年にリリース。その他、ジェーン・バーキンのアルバムに参加するなど、ソロ活動を重点的に行うようになる。

## ディスコグラフィー
- Out of Season (2002) with Rustin Man
- Henryk Górecki: Symphony No. 3 (Symphony of Sorrowful Songs) (2019)
- Lives Outgrown (2024)